# 性科学映画
性科学映画（せいかがくえいが）は、1960年代から1970年代にかけて西ドイツを中心に製作された映画のジャンルである。英語では「White coaters」（白衣の映画、白衣の医者や科学者などが登場することから）とも呼ばれる。

## 概要
性医学、性科学、心理学、解剖学、衛生学、生理学を用いて、ドラマ仕立てで正しい性知識を啓蒙しようとした性教育的要素の強い映画であり、キンゼイ博士のレポートやその他性医学書を元に製作された映画を1960年代は性科学映画と呼んだ。観客はドラマ部分に登場する若い女性の裸体に興味を集中させたが、性科学映画は医学者やコンサルタントらの監修を受けて製作されており、科学者らによる解説や顕微鏡写真などのドキュメンタリー部分が映画の中の大きな位置を占めている。
ただし当初は至って大変真面目な理由で製作されていた映画も、裸を見たい観客に向けた見世物的観点やセンセーショナリズムによる描写が増え科学的・教育的な要素はどんどん希薄になり、挙句の果てにはポルノまがいの映画になっていった。一種のセクスプロイテーション映画、あるいはモンド映画としても消費された。
1970年代に入るとセックスを語ることはオープンになり、セックスを描く映画は性教育用という言い訳を必要としなくなった。この時期、ストレートなポルノ映画が全盛期を迎えたことからブームは下火になった。

## 主な性科学映画
- 女体の神秘 Helga (1967)
- W・ブルグハルト教授の性の報告書 黒い血の恐怖 Seitenstrassen Der Prostitution (1967)
- 続・女体の神秘 Helga und Michael (1968)
- 完全なる結婚 Van De Velde：Die Vollkommene Ehe (1968)
- 性の驚異 The Miracle of Love （Das Wunder der Liebe）(1968)
- 私の性を告白する/豊かなるいとなみ Love in Our time (1968) ※イギリス製の性科学映画。
- 新婚における性のハーモニー The Miracle of Love II (1968)
- セックス・ハイク Uden en trævl (1968)　※ デンマーク製の性科学映画。
- 生命の創造 シルビアの喜び Silvia e L'Amore (1969) ※イタリア製の性科学映画。
- 愛の言葉 Kärlekens språk (1969) ※スウェーデン製の性科学映画。
- 処女・その愛のあと/性医学入門　Nathalie Après L'amour（Love Under Age）※（1969）イタリア・フランス合作の性科学映画。
- THE BODY 肉体 The Body (1970) ※イギリス製の性科学映画。
- 完全なる結婚・第二部 Van de Velde: Das Leben zu zweit (1970)
- すばらしい性教育/豊かなるめざめ Wie sag ich's meinem Kinde? (1971)
- 性医学/幸福へのカルテ　Mädchen Beim Frauenarzt（Teenage Sex Report）（1971）
- 結婚の創造　Oswalt Kolle: Das Wunder der Liebe　Creation of Marriage　(1972)
- 邦題不明　The Sexually Mature Adult（1973）※アメリカ製の性科学映画。
- 人工受精　Feelings（Whose Child Am I?）(1975) イギリス・西ドイツ合作　※実質この映画が性科学映画のジャンルにおいて終止符を打った作品になった。

## 発祥・原型
- 性病の恐怖 Eva und der Frauenarzt (1959) ブーム以前に作られた啓蒙映画。性科学映画の原点とも言うべき作品。

## 日本では
また、日本では性科学映画ブーム以前に、既に 1958年に「受胎の神秘」という映画を日映科学映画製作所が山之内製薬協力の元制作していた。保健的かつ受精時におけるメカニズムの神秘を医科学的に真正面から撮り上げたものだった。他にも教育・啓蒙映画として、売春や人身売買の実態を描いた1953年の『煉獄に咲く花』と青春時代の性のあり方を考える1978年の『性と青春』その他1958年（昭和33年）製作の『女は下着で作られる』がある。

## 日本未公開の性教育＆啓蒙映画
※全て1940年代末頃から60年代に掛けてに製作された性教育映画
- Do's And Dont's (1949年製作)
- Dating: Do's And Dont's (1949製作)
- As Boys Grow（1957年製作）
- Molly Grows Up（1953年製作）
- How Much Affection（1957年製作）
- Perversion for Profit（1964年製作）
- Things I'm Into（年代不明）

## 性科学又は性教育アニメ
- The Story of Menstruation（1946）キンバリー・クラーク社提供 ウォルト・ディズニー・プロダクションによる教材用の性教育短編映画。
- VD Attack Plan (1972)  ウォルト・ディズニー・プロダクションによる子供向け性教育映画。性感染症ウィルスの正体と恐ろしさを描く啓蒙映画。
- Everything You Wanted to Know About Puberty…for Girls（1991） ウォルト・ディズニー・プロダクションによる女子の身体の成長についての短編啓蒙映画。
- Everything You Wanted to Know About Puberty…for Boys（1991） ウォルト・ディズニー・プロダクションによる男子の身体の成長についての短編啓蒙映画。
- AMAZE（2019）アメリカの性教育機関NGO製作の性教育啓蒙アニメ[3]。テーマ別にそれぞれが配信されている。日本語版制作はNPO法人ピルコン[4]。

## 性科学者の伝記モノ作品
- 愛についてのキンゼイ・レポート - 性科学の父キンゼイの半生を描いた映画。
- マスターズ・オブ・セックス - 60年代実在した“性科学“の先駆者であったウィリアム・マスターズ博士とバージニア・ジョンソン女史半生を描いたTVドラマ。

## その他関連映画
- コミュニストはSEXがお上手? - 東西ドイツの性文化をレポートしたドキュメンタリー映画。
- 女子学生㊙レポート - 性科学映画の延長、あるいは変化球型で作られた青春系ソフトコアコメディー。従来の性科学映画よりも俗っぽくエッチになっている。
- 愛の調書、又は電話交換手失踪事件 - 性科学者であるアレクサンダル・コスティッチ博士と犯罪学者ジヴォン・アレクシッチ博士が製作に協力したサスペンスを加えた性科学映画の異色作。マカヴェイエフの初期の作品。
- 母と娘（マム&ダッド、Mom and Dad）- 1945年に製作されアメリカ合衆国各地を巡回した性衛生映画。出産シーンも含めた性教育が名目だったが、実際にはセクスプロイテーション映画の一種だった。
- セックス イタリアン・スタイル - ドイツの女子学生㊙レポートに近いイタリア製のドキュメンタリータッチの性青春映画。
- セックス調査団 - アンドレ・ブルトンの性の研究をまとめた著作が原作のセックス映画。
- 夜の診察室 - 性医学博士のカウンセリング教室を舞台に描くセクシャルコメディ。性科学映画のパロディーあり。
- 性教育ママ - 団地に住む奥さん連中の性の悩み、夜の営みや夫婦生活についていろいろ探求するというセックスコメディ映画。
- 恋は緑の風の中 - 少年の性のめざめを細やかに描くというある意味性教育的要素も若干盛り込まれている青春映画。
- 私は好奇心の強い女 (I Am Curious (Yellow)) - 性科学映画全盛期に作られた1967年製作のスウェーデン製の映画。ポルノ解禁のきっかけを作る映画にもなった。
- SEXエド チェリー先生の白熱性教育 - ハーレイ・ジョエル・オスメントが童貞教師に扮し、中学生に性教育をすべく大奮闘する学園コメディ。

## 関連本
- 『世界の性教育映画』：（キネマ旬報社）